# Marilyn Kirsch
Marilyn Kirsch, född 1950 i Lowell, Massachusetts i USA, är en amerikansk konstnär inom måleri och fotografi, med internationella solo- och grupputställningar bakom sig. Hon bor i New York, där hon också har sin ateljé.
Kirsch studerade vid Massachusetts College of Art och School of the Museum of Fine Arts, båda i Boston. Efter att en tid även ägnat sig åt skulptur, koncentrerade hon sig från slutet av 1990-talet på målning. Därefter har hon adderat fotografi och fotokollage till sitt konstnärskap.
I målandet använder Kirsch oftast oljefärg på duk. Hon rör sig mellan ett antal abstrakta stilar, men inslaget av lyrisk abstraktion är oftast närvarande, gärna med endast svaga, på gränsen till uteblivna antydningar till underliggande motiv.